# 1038

## Събития
- Владетелят на Западна Ся Дзиндзун се обявява за независим император